# Grace, kněžna monacká (film)
Grace, kněžna monacká (ve francouzském originále Grace de Monaco) je koprodukční životopisný film z roku 2014 pojednávající o životě herečky a monacké kněžny Grace Kelly. Režisérem filmu je Olivier Dahan. Hlavní role ve filmu ztvárnili Nicole Kidman, Tim Roth, Frank Langella, Parker Posey a Milo Ventimiglia.

## Ocenění
Film byl nominován na dvě ceny Emmy a jednu cenu SAG Award. Kromě uvedeného získal ještě jedno další ocenění a jednu nominaci.

## Obsazení
| Nicole Kidman          | Grace Kelly                  |
| Tim Roth               | Rainier III., kníže monacký  |
| Frank Langella         | otec Francis Tucker          |
| Parker Posey           | Madge Tivey-Faucon           |
| Milo Ventimiglia       | Rupert Allen                 |
| Derek Jacobi           | hrabě Fernando D´Ailieres    |
| Paz Vega               | Maria Callas                 |
| Geraldine Somerville   | princezna Antoinette Monacká |
| Robert Lindsay         | Aristoteles Onassis          |
| Nicholas Farrell       | Jean-Charles Rey             |
| Roger Ashton-Griffiths | Alfred Hitchcock             |
| André Penvern          | Charles de Gaulle            |
| Olivier Rabourdin      | Emile Pelletier              |